# William Randal Cremer
Sir William Randal Cremer (Fareham, Hampshire, 1838. március 18. – London, 1908. július 22.) brit szakszervezeti vezető, angol parlamenti képviselő, pacifista. A nemzetközi döntőbíráskodás érdekében kifejtett munkájáért 1903-ban Nobel-békedíjjal tüntették ki.

## Élete
1860-ban az angliai ácsok és asztalosok szakszervezetének egyik alapítója. Az I. Internacionálé brit csoportjának titkára volt 1865 és 1867 között. A porosz-francia háborúban (1870-1871.) munkásbizottságot hozott létre, amely Nagy-Britannia semlegessége mellett szállt síkra. Ebből a csoportból alakult ki a Munkás Békeszövetség, amelynek Cremer a haláláig titkára maradt. 1885 és 1895, továbbá 1900 és 1908 között a Liberális Párt tagjaként Haggerston választókerület képviselője volt az angol parlamentben. Az Interparlamentáris Unió létrehozásának kezdeményezője; a Nemzetközi Békebírósági Liga titkáraként nyerte el a Nobel-békedíjat. Több kitüntetést is kapott, többek között a francia Becsületrendet, 1907-ben pedig lovagi címet.